# جزيرة غوسونغ رينغات
جزيرة غوسونغ رينغات وهي جزيرة من جزر إندونيسيا، وتقع في إقليم جاكارتا، في بولاو سيريبو ضمن شمال الجزر الألف.